# Into the Storm (canción)
«Into the Storm» es el cuarto sencillo escogido por la banda Gojira para promocionar Fortitude. Fue lanzado el 12 de abril de 2021. Disponible en los principales proveedores de servicios digitales.

### Recepción de la crítica
'Into the Storm' cuenta con un coro melódico y estimulante, un aspecto de su musicalidad en el que se apoyaron más para Fortitude. Sin embargo, aquellos que acudan al álbum por los riffs contundentes y confusos que caracterizan a la banda también se sentirán satisfechos, como demuestran sencillos como Born for One Thing.

## Lista de canciones
| N.º | Título           | Duración |  |
| 1.  | «Into the Storm» | 5:02     |  |

## Personal
- Joe Duplantier – voz, guitarra
- Christian Andreu – guitarra
- Jean-Michel Labadie – bajo
- Mario Duplantier – batería